# Ланкин, Дмитрий Сергеевич
Дмитрий Сергеевич Ланкин (17 апреля 1997 года, Майкоп, Республика Адыгея, Россия) — российский гимнаст, чемпион Европы, двукратный призёр чемпионатов Европы. Мастер спорта России международного класса.

## Биография
Дмитрий родился в спортивной семье: его мать была гимнасткой, а отец играл в футбол в клубе «Дружба». Первым тренером гимнаста стал Вячеслав Косных.
Затем Дмитрий продолжил обучаться спортивному мастерству в СШОР №2 Ростова-на-Дону под руководством Ольги Нечепуренко, вместе с Никитой Нагорным.
Своих первых успехов на юниорском уровне Дмитрий добился в 2013 году на первенстве России, где стал вторым в опорном прыжке. В 2015 году Ланкин дебютировал на соревнованиях среди взрослых: на Кубке России в личных соревнованиях он не смог попасть в число медалистов, но в командном многоборье он выиграл серебряную медаль.
В 2016 году Дмитрий начал показывать серьёзные результаты на национальных соревнованиях: он стал третьим в командных соревнованиях на чемпионате и Кубке России, а на последнем турнире ему удалось выиграть бронзовые медали в опорном прыжке и упражнениях на брусьях.
В 2017 году в карьере российского гимнаста произошёл качественный скачок: на чемпионате страны он стал трёхкратным триумфатором соревнований, одержав победы в командном многоборье, упражнениях на кольцах и опорном прыжке. Этот результат позволил Дмитрию впервые в карьере участвовать в одном их крупнейших международных турниров — чемпионате Европы. На этих соревнованиях он смог хорошо зарекомендовать себя как члена основной сборной России, став серебряным призёром в вольных упражнениях и уступив лишь титулованному румынскому гимнасту Марьяну Драгулеску. Несмотря на то что на Кубке России Дмитрий Ланкин выиграл золотую медаль в командных соревнованиях, а также занял третье место в опорном прыжке и упражнениях на брусьях, он не вошёл в состав национальной команды на личный чемпионат мира.
Через год Дмитрий вновь показал хорошие результаты на национальном чемпионате и Кубке страны, выиграв на обоих турнирах командное многоборье и став многократным призёром в отдельных видах. Благодаря этим успехам российский гимнаст вновь получил шанс принять участие на крупнейших международных соревнованиях. На чемпионате Европы он выиграл золотую медаль в командных соревнованиях и опорном прыжке.
Дмитрий — один из немногих гимнастов в мире, кто исполняет на вольных упражнениях элемент высшего уровня сложности (группы «H») — тройное сальто.

## Результаты
| Год  | Соревнование     | КМ | ЛМ | Вольные упражнения | Конь | Кольца | Опорный прыжок | Параллельные брусья | Перекладина |
| ---- | ---------------- | -- | -- | ------------------ | ---- | ------ | -------------- | ------------------- | ----------- |
| 2015 | Чемпионат России | 4  |    |                    |      |        |                |                     |             |
| 2015 | Кубок России     | 2  | 9  | 5                  | 4    |        | 4              |                     |             |
| 2016 | Чемпионат России | 3  | 11 | 5                  |      |        |                |                     |             |
| 2016 | Кубок России     | 3  | 4  |                    |      | 5      | 3              | 3                   |             |
| 2017 | Чемпионат России | 1  |    | 4                  |      | 1      | 1              |                     |             |
| 2017 | Чемпионат Европы |    |    | 2                  |      | 8      | 10             |                     |             |
| 2017 | Кубок России     | 1  |    | 6                  |      |        | 3              | 3                   |             |
| 2018 | Чемпионат России | 1  | 30 | 3                  |      | 4      | 2              | 3                   |             |
| 2018 | Кубок России     | 1  |    | 4                  |      | 3      | 2              | 2                   |             |
| 2018 | Чемпионат Европы | 1  |    | 7кв                |      | 9      | 3              |                     |             |